# Вехтово
Вехтово е село в Североизточна България. То се намира в община Шумен, област Шумен.

## География
Селото се намира на 18 км от град Шумен.

## История
Археологическите обследвания разкриват селищна могила от средния и късния халколит и антично късноримско селище, с диаметър 70 на 80 м и височина 6,5 м. Те са разположени в местността Енерле на 2 км северозападно от селото, на възвишението Малтепе.

## Население
Численост на населението според преброяванията през годините:
| \| Година на преброяване \| Численост \| \| --------------------- \| --------- \| \| 1934 \| 1121 \| \| 1946 \| 1217 \| \| 1956 \| 1150 \| \| 1965 \| 1073 \| \| 1975 \| 920 \| \| 1985 \| 809 \| \| 1992 \| 696 \| \| 2001 \| 690 \| \| 2011 \| 555 \| \| 2021 \| 427 \| |           |
| Година на преброяване | Численост |
| 1934 | 1121      |
| 1946 | 1217      |
| 1956 | 1150      |
| 1965 | 1073      |
| 1975 | 920       |
| 1985 | 809       |
| 1992 | 696       |
| 2001 | 690       |
| 2011 | 555       |
| 2021 | 427       |

### Етнически състав

#### Преброяване на населението през 2011 г.
Численост и дял на етническите групи според преброяването на населението през 2011 г.:
|                     | Численост | Дял (в %) |
| Общо                | 555       | 100,00    |
| Българи             | 149       | 26,84     |
| Турци               | 227       | 40,90     |
| Цигани              | 172       | 30,99     |
| Други               | 0         | 0,00      |
| Не се самоопределят | 4         | 0,72      |
| Неотговорили        | 3         | 0,54      |

## Религии
В селото се изповядват две основни религии: Ислям и Християнство

## Редовни събития
Редовно в селото се празнуват юбилеите на читалище „Пробуда“.
Празнуват се празниците на българи, турци и роми. Това са празници като „Бабинден“ и „Великден“ и др. Обикновено на Великден се правят състезания за чупене и боядисване на яйца. На Коледа минават коледари по къщите и пеят коледарски песни и отправят пожелания към стопаните.